# Pentax 6x7
Le Pentax 6x7 est un appareil photographique argentique moyen-format, commercialisé par la marque Asahi-Pentax de 1969 à 2009, en quatre versions successives : le 6x7, le 6x7 MLU à partir de 1976, le 67 à partir de 1989 et le 67 II à partir de 1998.

## Caractéristiques

### Conception
Le Pentax 6x7 est un appareil moyen-format singulier par sa physionomie et son ergonomie, comparables à celles des reflex 35 mm argentiques. Rares sont les appareils moyen-format à avoir adopté cette formule. On peut toutefois mentionner le Pentacon Six, très ressemblant par sa forme.
Le Pentax 6x7 se distingue également par le format de prise de vue adopté, de 6 x 7 cm (en réalité 56 x 70 mm de surface effective sur la pellicule). Le ratio d'image de 4:5 permet de réaliser 10 prises de vue avec une bobine 120 et 21 prises de vue avec une bobine 220,,.

### Versions[6],[7]

#### Pentax 6x7 (1969)
Version originelle du boitier.

#### Pentax 6x7 MLU (1976)
Ce boitier est en apparence identique à la version originelle, mais il intègre désormais la fonction Mirror lock-up (MLU) permettant la prise de vue avec le miroir relevé. Cette fonctionnalité permet de neutraliser le risque de flou de bougé induit par la vibration résultant du mouvement de l'imposant miroir.

#### Pentax 67 (1989)
L'apparence et l'ergonomie générale du boitier sont inchangées par rapport à la version précédente. La seule différence extérieure notable tient aux prismes où figure désormais, dans une typographie modernisée, la marque « Pentax » en lieu et place d'« Asahi Pentax ».
Sur le plan des composants, ce boitier se caractérise par l'intégration d'un nouveau modèle d'obturateur et le prisme TTL intègre un nouveau système de mesure d'exposition.

#### Pentax 67 II (1998)
Cette ultime version se distingue plus fondamentalement des précédentes. Il s'agit d'un nouveau boitier. L'ergonomie est améliorée par l'ajout d'une poignée intégrée, du côté de la main droite, facilitant la préhension, indépendamment de l'ajout de la traditionnelle poignée optionnelle amovible en bois, du côté de la main gauche.
Le contrôle de l'avancement du film (compteur de vues), de sélection de la sensibilité (ISO) et du niveau de charge de la batterie est désormais assuré au moyen d'un petit écran à cristaux liquides (LCD) sur la partie supérieure du boitier.
Le Pentax 67 II intègre également :
- un retardateur
- un mode exposition multiple
- un mode semi-automatique avec priorité à l'ouverture
- trois mode de mesure d'exposition
- un réglage de compensation de l'exposition
- une fonction de verrouillage de la mesure d'exposition
- un nouveau prisme intégrant notamment un affichage des principaux paramètres

### Gamme d'objectifs
Doté d'une monture spécifique, le Pentax 6x7 dispose d'une gamme complète d'objectifs, complétée et modernisée au gré des nouvelles versions du boitier.
Les focales disponibles s'étendent de 45mm à 800mm. La focale standard pour ce boitier est un objectif de 105mm ouvrant à f/2.4 décliné en 4 versions successives.
La quasi-totalité des objectifs de la gamme sont des focales fixes. Seuls deux zooms (55mm-100mm et 90mm-180mm) sont commercialisés dans la dernière génération d'objectifs de la gamme,.

## Principaux accessoires
- Prisme simple
- Prisme TTL
- Systèmes de visée spécifiques (viseur d'angle, loupe)
- Gamme de verres de visée
- Poignée additionnelle en bois
- accessoires dédiés à la macrophotographie

## Galerie d'images

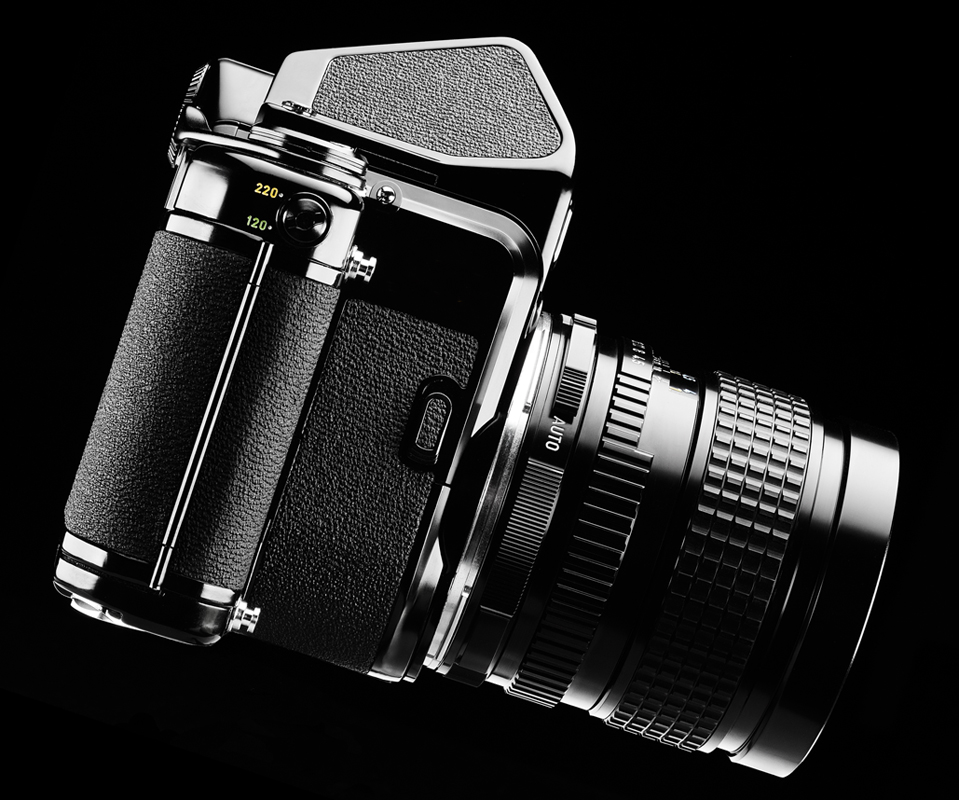
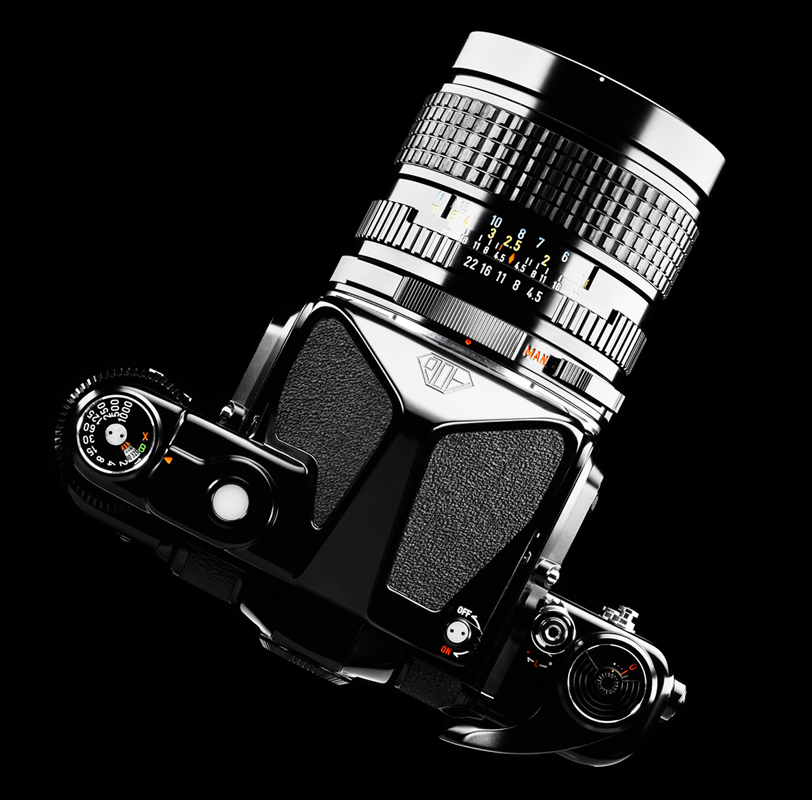
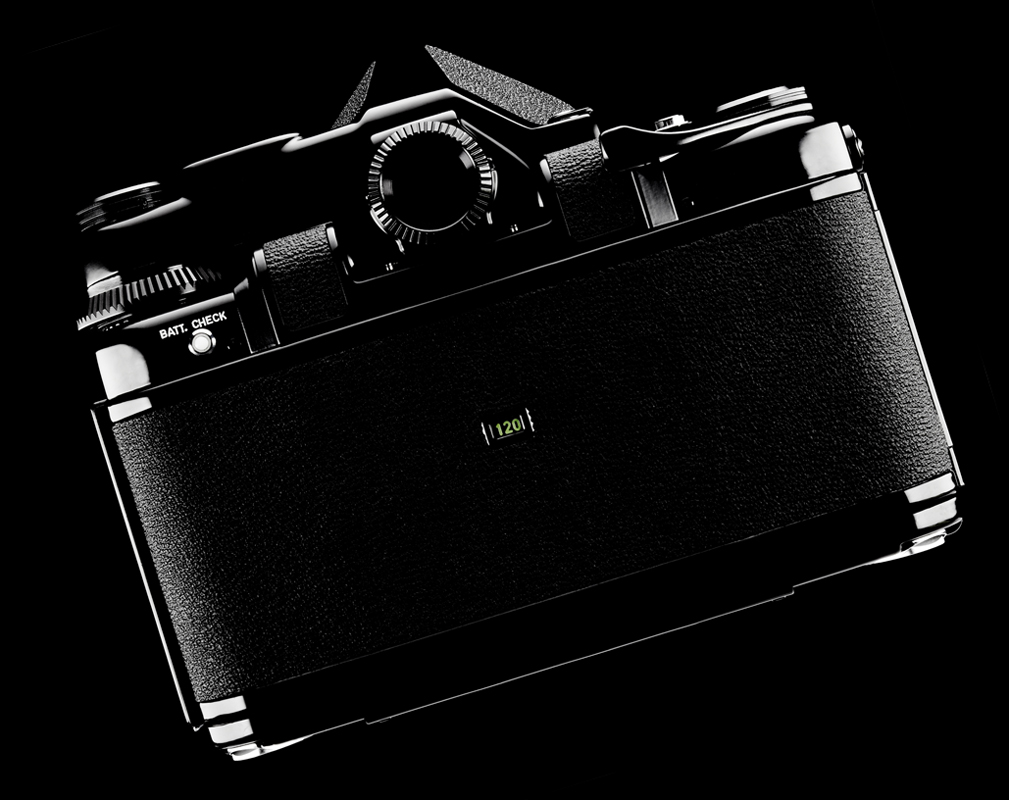